# 권석근
권석근(1983년 5월 8일 ~ )은 대한민국의 전직 축구 선수이다. 선수 시절 포지션은 미드필더였다.